# ZTR Zaporizjzja
ZTR Zaporizjzja (ukrainska: ЗТР Запорі́жжя; ryska: ЗТР Запорожье, Zaporozje) är en handbollsklubb från Zaporizjzja i Ukraina, bildad 1966. Lagets största merit är segern av EHF-cupen 1983 och finalförlusten i densamma 1985.

## Meriter
- EHF-cupmästare 1983
- Ukrianska mästare 14 gånger: 1993, 1995, 1998, 1999, 2000, 2001, 2003, 2004, 2005, 2007, 2008, 2009, 2010, 2011

## Kända spelare
- Mychajlo Isjtjenko (–1976)
- Jurij Lahutyn
- Oleksandr Rezanov
- Andrij Sjtjepkin (–1991)
- Mykola Tomin
- Oleg Velyky (–2001)